# Nordlandzka trąba
Nordlandzka trąba (także: Trąba północy, norw. Nordlands Trompet) – norweski poemat opisowy autorstwa Pettera Dassa (najważniejszy utwór autora).

## Historia i treść
Dzieło zostało napisane w latach 1678-1700, a wydane dopiero pośmiertnie w 1739 (Dass zmarł w 1707), przysparzając autorowi dużej popularności u czytelników. Z formalnego punktu widzenia utwór jest poematem opisującym topografię norweskiej północy, jednak znacznie przekracza on tę granicę gatunkową. Opisuje nie tylko piękno przyrody, ale także życie, upodobania, zwyczaje świąteczne i pracę ludzi, głównie rybaków. Opisuje nawet przyczyny i przebieg procesów sądowych. Elementy te podane są w sposób bardzo dynamiczny, barwny i plastyczny, niemniej zgodnie z panującymi wówczas realiami. Z poematu przebija z jednej strony humor, a z drugiej postawa człowieka religijnego. Do wyobraźni odbiorcy przemawiają opisy sztormów, ruchu wód, fal, dryfujących wraków, czy zwłok rybaków. Również ładna pogoda, cisza morska i pluskające ryby opisane są bardzo plastycznie. Całość ujęta jest w sposób pozbawiony sztuczności i pozy, bardzo autentycznie i uczuciowo.